# Árabe saidi
O árabe saidi (xenônimo: صعيدى [sˤɑˈʕiːdi], em árabe egípcio: [sˤeˈʕiːdi]), também conhecido como árabe egípcio superior, é uma variante de árabe falada no Egito, mais precisamente no Alto Egito, uma faixa de terra em ambos os lados do rio Nilo que se estende entre Núbia e rio abaixo (norte) até o Baixo Egito.
Compartilhando características linguísticas tanto com o árabe egípcio e quanto a língua árabe clássica do Alcorão, o árabe saidi está particularmente próximo do árabe sudanês. Falantes de árabe egípcio nem sempre entendem variantes mais conservadoras do árabe saidi. Seus subdialetos são o árabe egípcio médio e o árabe egípcio superior.
Embora tenha pouco prestígio nacional, continua sendo amplamente falado no sul do Egito e também no norte (Grande Cairo) por migrantes do sul que também se adaptaram ao árabe egípcio. Por exemplo, o caso genitivo da variante saidi é geralmente substituído pelo bitāʿ da variante egípcia, mas a realização de /q/ como [ɡ] é mantida (normalmente realizada em árabe egípcio como [ʔ]).